# Aus dem Nichts
Aus dem Nichts (tiếng Anh: In the Fade) là một bộ phim điện ảnh chính kịch của Đức công chiếu năm 2017 do Fatih Akin làm đạo diễn kiêm tác giả kịch bản. Phim có sự tham gia của Diane Kruger vào vai một phụ nữ người Đức có chồng và con trai bị thiệt mạng trong một cuộc tấn công khủng bố của Tân Quốc xã. Phim được lựa chọn tranh giải Cành cọ vàng tại Liên hoan phim Cannes 2017, nơi Kruger thắng giải Nữ diễn viên xuất sắc nhất. Tác phẩm được lựa chọn đại diện cho điện ảnh Đức đệ trình tranh cử Phim ngoại ngữ hay nhất tại lễ trao giải Oscar lần thứ 90, lọt vào danh sách rút gọn vào tháng 12, song không nằm trong các ứng viên đề cử cuối cùng. Tuy nhiên, phim đã giật giải Quả cầu vàng cho phim ngoại ngữ hay nhất.

## Nội dung
Nhiều năm kể từ sau khi phải ngồi tù vì tội buôn ma túy, trong thời gian theo học ngành quản trị kinh doanh và kết hôn, công dân người Đức gốc Kurd Nuri Şekerci sống hạnh phúc cùng cô vợ người Đức Katja và bé trai 6 tuổi Rocco. Một ngày nọ, Katja để Rocco tại văn phòng của Nuri (một công ty du lịch nhỏ ở Hamburg) để có thể dành buổi chiều đi gặp bạn bè. Vừa bước chân khỏi cửa, cô cảnh báo một cô gái trẻ tóc vàng đặt xe đạp trước cửa hiệu rằng nó sẽ bị lấy cắp nếu cô ấy không khóa nó lại. Khi Katja trở về đêm hôm đó, cô thấy đường phố bị phong tỏa sau một vụ đánh bom bằng đinh, cướp đi sinh mạng của Nuri và Rocco. Trong cơn quẫn trí, Katja nói với cảnh sát về người phụ nữ mang xe đạp bữa nọ và tin rằng vụ tấn công là do Tân Quốc xã thực hiện.
Cảnh sát loại trừ động cơ của một vụ tấn công Hồi giáo cực đoan vì Nuri không theo tôn giáo hay phe chính trị nào và lúc đầu điều tra với giả định cuộc tấn công là sự trả đũa những kẻ buôn ma túy, song họ vẫn phát một bức phác họa tổng hợp hình người phụ nữ tóc vàng. Sau khi Katja từ chối yêu cầu của cha mẹ Nuri về việc chôn cất các thi thể ở Thổ Nhĩ Kỳ, mẹ Nuri lạnh lùng nói với cô rằng Rocco sẽ còn sống nếu Katja là một người mẹ tốt hơn. Trong cơn khủng hoảng, Katja tìm đến ma túy và sau đó định tự sát bằng cách cứa vào cổ tay, song đổi ý sau khi nghe thư thoại từ luật sư Danilo Fava của cô cho biết hai nghi phạm Tân Quốc xã, cặp vợ chồng André và Edda Möller đã bị bắt giữ.
Tại phiên tòa xét xử Möller, do chán ghét những hành động của con trai mình, cha của André đã đứng ra làm chứng, cho biết ông phát hiện những chiếc túi đựng đinh, phân bón và dầu diesel trong ga ra. Bên bào chữa thì lập luận rằng một kẻ thứ ba có thể đã tìm cách mở cửa ga ra bằng một chiếc chìa khóa ẩn. Những giám định pháp y cho thấy quả bom khớp với những gì tìm thấy trong ga ra, có dấu vân tay của cặp vợ chồng nghi phạm và một cá nhân chưa rõ danh tính, có thể là nhân viên của cửa hàng song bên bào chữa cho rằng đó có thể là hung thủ thật sự. Nikolaos Makris (chủ một khách sạn người Hy Lạp) khai rằng cặp Möller đang trú tại Hy Lạp ở thời điểm xảy ra vụ đánh bom. Tình tiết phim tiết lộ rằng anh ta là thành viên của đảng cánh tả tân phát xít Golden Dawn và cặp nhà Möller đã nhấn nút thích một tấm ảnh trên Facebook của y tại một cuộc biểu tình ở Đức. Katja khai rằng cô nhìn thấy Edda đứng ngoài văn phòng, song bên bào chữa nghi vấn lời khai của cô bằng cách ra việc cô sử dụng ma túy. Do không tìm ra bằng chứng hợp lý, tòa án phán vô tội cho các bị cáo.
Nhờ truy vết vị trí thông qua cập nhật trên Facebook, Katja tìm ra cặp vợ chồng Möllers tại Hy Lạp bằng cách tìm khách sạn của Makris. Katja bám theo Makris và phát hiện nhà Möller sống trên một chiếc xe RV bên bãi biển. Cô chế một quả bom đinh, bỏ nó trong chiếc ba lô và đặt dưới gầm xe, song đổi ý và lấy nó ra. Sau ít ngày suy tính, cô trở lại bãi biển và thấy cặp Möller lên xe RV. Một lúc sau, cô đeo chiếc ba lô tiến đến và cho kích nổ quả bom, tự lấy mạng mình và cặp vợ chồng Möller.

## Phân vai
- Diane Kruger vai Katja Şekerci, vợ Nuri và mẹ của Rocco
- Denis Moschitto vai Danilo Fava, luật sư của Şekercis
- Johannes Krisch vai Herr Haberbeck, luật sư cho nhà Möller
- Samia Chancrin vai Birgit, bạn thân của Katja
- Numan Acar vai Nuri Şekerci, chồng Katja và cha của Rocco
- Ulrich Tukur vai Jürgen Möller, cha của André
- Rafael Santana vai Rocco Şekerci, đứa con trai 6 tuổi của Nuri và Katja
- Hanna Hilsdorf vai Edda Möller, kẻ khủng bố Tân Quốc xã
- Ulrich Friedrich Brandhoff vai André Möller, kẻ khủng bố Tân Quốc xã
- Yannis Ekonomides vai Nikolaos Makris

## Sản xuất
Vụ tấn công khủng bố trong phim chủ yếu dựa trên các sự kiện của vụ đánh bom Köln 2004, khi Tân Quốc xã kích nổ một quả bom đinh (cũng giấu trên giá để xe đạp) trên một khu phố thương mại nhộn nhịp, đông đúc người Thổ Nhĩ Kỳ sinh sống tại Köln. Không có ai thiệt mạng trong vụ đánh bom song có gần hai chục người bị thương, nhiều người trong tình trạng nguy kịch.
Phim Aus dem Nichts bắt đầu được ghi hình vào ngày 20 tháng 10 năm 2016 và đóng máy vào ngày 21 tháng 11 năm 2016, với những địa danh được lựa chọn ghi hình tại Hamburg ở St. Pauli và Alsterdorf, cũng như ở Hy Lạp, nơi cảnh cuối phim được ghi hình tại biển Schinias ở Athens. Sau Inglourious Basterds (2009), đây là phim tiếng Đức thứ hai mà nữ diễn viên Diane Kruger thủ vai, cô chuyển đến Mỹ sinh sống từ thời niên thiếu. Đây cũng là phim đầu tiên mà cô thủ vai chính trong ngôn ngữ mẹ đẻ của mình.
Trong khi tựa gốc tiếng Đức có nghĩa là "Từ đâu xuất hiện", tựa tiếng Anh "In the Fade" được lấy từ bài hát cùng tên của ban nhạc rock người Mỹ Queens of the Stone Age; ca sĩ chính của nhóm là Josh Homme đã sáng tác phần nhạc nền của phim.

## Đón nhận
Tính đến tháng 6 năm 2020, phim nhận được 77% lượng đồng thuận trên hệ thống tổng hợp kết quả đánh giá Rotten Tomatoes, dựa theo 148 bài phê bình, đạt số điểm trung bình 6,77/10. Các chuyên gia của trang web nhất trí rằng "In the Fade chứng tở Diane Kruger không chỉ nhận nhiệm vụ diễn một bộ phim — thậm chí cả khi cái kết cuối không hoàn toàn tương xứng với diễn xuất nổi bật của cô ấy." Trên Metacritic, phim nhận số điểm trung bình 65/100 dựa trên 31 nhà phê bình, thể hiện "những đánh giá nhìn chung là ổn".

## Giải thưởng
| Giải thưởng                              | Ngày trao giải         | Hạng mục                            | Tác phẩm/người nhận | Kết quả   | Chú thích |
| ---------------------------------------- | ---------------------- | ----------------------------------- | ------------------- | --------- | --------- |
| Liên hoan phim Cannes                    | 17–28 tháng 5 năm 2017 | Nữ diễn viên xuất sắc nhất          | Diane Kruger        | Đoạt giải | [ 16 ]    |
| Giải Quả cầu vàng                        | 7 tháng 1 năm 2018     | Phim ngoại nữ hay nhất              | Aus dem Nichts      | Đoạt giải | [ 17 ]    |
| Giải Lựa chọn của giới phê bình điện ảnh | 11 tháng 1 năm 2018    | Phim ngoại ngữ hay nhất             | Aus dem Nichts      | Đoạt giải | [ 18 ]    |
| Giải Satellite                           | 11 tháng 2 năm 2018    | Phim ngoại ngữ hay nhất             | Aus dem Nichts      | Đoạt giải | [ 19 ]    |
| Giải Satellite                           | 11 tháng 2 năm 2018    | Nữ diễn viên điện ảnh xuất sắc nhất | Diane Kruger        | Đoạt giải | [ 19 ]    |